# La fine del mondo (film 2013)
La fine del mondo (The World's End) è un film del 2013 diretto da Edgar Wright e interpretato da Simon Pegg e Nick Frost.
È il terzo e ultimo capitolo della trilogia del cornetto iniziata nel 2004 con L'alba dei morti dementi e proseguita nel 2007 con Hot Fuzz.

## Trama
Gary King è un estroverso alcolista di mezza età che riesce a rintracciare i suoi quattro amici dei tempi del liceo per riprovare a percorrere il "Miglio Dorato", un tour dei pub che comprende ben dodici locali nella loro città natale di Newton Haven: The First Post, The Old Familiar, The Famous Cock, The Cross Hands, The Good Companions, The Trusty Servant, The Two-Headed Dog, The Mermaid, The Beehive, The King's Head, The Hole in the Wall e infine il The World's End. Il gruppo aveva già provato a percorrere il Miglio Dorato da giovani nel 1990 ma fallirono, fermandosi dopo il nono pub.
Gary convince i suoi quattro compagni, Andy Knightley, Steven Prince, Oliver Chamberlain e Peter Page e li porta a Newton Haven. Durante la seconda bevuta si imbattono in Sam Chamberlain, la sorella di Oliver, che ha avuto una relazione disastrosa con Gary durante il liceo. Mentre passano da un pub all'altro bevendo pinte di birra, Gary nota che la gente di Newton Haven si comporta in modo strano e che l'interno di ciascun locale possiede lo stesso identico arredamento. Nel bagno del quarto locale, Gary si mette a lottare con un ragazzo e il loro combattimento corpo a corpo termina con la vittoria di Gary che decapita il ragazzo, che si rivela essere una specie di robot dotato di uno strano liquido blu al posto del sangue. I compagni di Gary lo raggiungono in bagno e lo aiutano a combattere quando arrivano altri ragazzi robotici. Orripilati, il gruppo pensa di fuggire dalla città, ma Gary riesce a convincerli a proseguire per il Miglio dorato, sostenendo che così passeranno inosservati.
Dopo aver percorso altri pub cercando di non dare nell'occhio ai robot, soprannominati "Vuoti", Gary e gli altri ritrovano di nuovo Sam e Gary cerca di convincerla dell'invasione, ma lei non gli crede finché non viene salvata da lui e da Steven, attaccati da due Vuoti che avevano le fattezze di due sorelle gemelle sue amiche. In quella occasione Steven rivela a Sam di avere sempre avuto una cotta per lei. Mentre sono all'ottavo pub, il The Mermaid, Steven viene preso in disparte dal vecchio Basil, il quale gli spiega che l'intera città è stata invasa da dei robot di origine extraterrestre che sono giunti sulla Terra attraverso una stella cadente nel 1990, il mattino dopo il fallimento del primo tentativo di compiere il Miglio Dorato. Basil spiega che i Vuoti sono capaci di creare perfette copie degli umani raccogliendo il loro DNA con un semplice contatto fisico; proprio allora Steven nota con orrore che Gary, Andy e Peter sono stati toccati mentre amoreggiavano con dei Vuoti che avevano l'aspetto di attraenti studentesse.
Nel locale seguente, il gruppo viene confrontato dagli invasori guidati da un Vuoto con l'aspetto del Professor Shepherd, il loro severo insegnante dei tempi del liceo, che cerca di convincerli pacificamente ad arrendersi e farsi assimilare. Il negoziato viene improvvisamente interrotto da Andy, che frantuma la testa di Oliver rivelando a tutti che egli è stato rimpiazzato da una copia Vuota durante la bevuta al The Trusty Servant e li ha condotti in una trappola. Nello scontro che segue, Gary e Sam vengono separati dal gruppo. Quando riescono a raggiungere l'auto di Sam, Gary la manda via dicendo che si sarebbe occupato di salvare gli altri, ma in realtà era solo una tattica per portarla in salvo e tenerla fuori dalla sua ossessione per il Miglio Dorato. Quando Gary riesce a ritrovare gli altri e ognuno ha dimostrato di non essere un Vuoto, i quattro si mettono a correre dagli invasori, Peter incontra un Vuoto con le sembianze di un ragazzo che faceva il bullo con lui ai tempi del liceo e preso dalla rabbia lo aggredisce distruggendolo, ma accecato dall'ira non si accorge dei Vuoti che lo assimilano. Andy e Steven optano per raggiungere la macchina di Gary e scappare, ma egli vuole riprendere il tour del Miglio Dorato insistentemente e corre per bere le pinte degli ultimi bar.
Durante il frenetico inseguimento, Gary raggiunge il The World's End, ma viene furiosamente assalito da Andy prima di poter bere l'ultima pinta. Al termine della lotta fra i due amici, Andy scopre che Gary ha i polsi medicati; dal fallimento del tour del 1990, Gary ha perso ogni cosa nella sua vita e dopo aver cercato di suicidarsi il Miglio Dorato è l'unica cosa per cui valga la pena vivere. Nonostante l'appoggio di Andy, Gary decide lo stesso di bersi l'ultima birra, ma quando tira la valvola per riempirsi il boccale, entrambi finiscono in una sala sotterranea piena di Vuoti. Gary, Andy e Steven vanno incontro a un'entità che si fa chiamare "La Rete", un invasore alieno che usando i Vuoti ha già assimilato interi pianeti per la galassia nella credenza di renderli più "civilizzati" e rivela di essere la vera fonte delle più avanzate tecnologie dell'informatica da quando è giunta sulla Terra nel 1990. La Rete cerca di convincere Gary e gli altri di farsi assimilare promettendogli l'immortalità, ma loro rifiutano sostenendo che l'umanità non è perfetta e non meritano di essere indottrinati contro la propria volontà, scoprendo anche che il piano di "fusione" della Rete è fallimentare per via del fatto che quasi tutti i cittadini di Newton Haven sono stati uccisi, tramutati in concime e rimpiazzati da Vuoti. La Rete, esasperata dalle risposte dei tre umani, decide di rinunciare al piano d'invasione e abbandona la Terra autodistruggendo il The World's End, ma Gary, Andy e Steven vengono tratti in salvo da Sam.
L'esplosione del The World's End libera una specie di radiazione che si propaga su tutto il globo distruggendo ogni forma di tecnologia terrestre, riportando la cultura umana ai secoli bui. Nel finale, vediamo Andy seduto con dei sopravvissuti intorno a un falò tra le rovine di Londra, raccontando che Sam e Steven si sono messi insieme e di come i Vuoti si siano attivati spontaneamente dopo l'abbandono della Rete, ma sono discriminati e considerati una specie di minoranza etnica. Gary invece ha fatto amicizia con quattro Vuoti che hanno l'aspetto dei suoi compagni da giovani, e insieme entrano in un pub e sguainano le proprie armi quando il barista si rifiuta di servire da bere ai suoi amici robotici.

## Produzione
Il film è prodotto da Big Talk Productions, StudioCanal e Working Title Films. Le riprese iniziarono nel settembre 2012 a Welwyn Garden City e Letchworth Garden City. Parte del film è stato girato anche in High Wycombe, Buckinghamshire. Le riprese sono finite a dicembre 2012.

## Distribuzione
Il film è stato distribuito nel Regno Unito il 19 luglio 2013, negli Stati Uniti il 23 agosto 2013 e in Italia il 26 settembre 2013.
In Francia il film è distribuito con il titolo Le Dernier Pub avant la fin du monde, omaggio al romanzo Ristorante al termine dell'Universo di Douglas Adams.

## Riferimenti incrociati
- L'icona della locanda The King's Head rappresenta il volto di un re, che è in realtà Simon Pegg truccato, attore e sceneggiatore del film. Si tratta anche di una citazione interna, in quanto il personaggio interpretato da Simon Pegg si chiama Gary King, detto anche "The King".
- In una delle scene finali si vede Andy guardare sconsolato la carta di un cornetto alla menta volare: il cornetto è l'elemento unificante dei tre film diretti da Wright e appartenenti alla trilogia del cornetto.
- Il debito di 600 £ di Gary nei confronti di Andy è probabilmente un riferimento a un debito di pari entità contratto dal regista Edgar Wright nei confronti di Simon Pegg.[6]